# 耶格坎普山
47°40′24.7″N 11°54′21.75″E / 47.673528°N 11.9060417°E

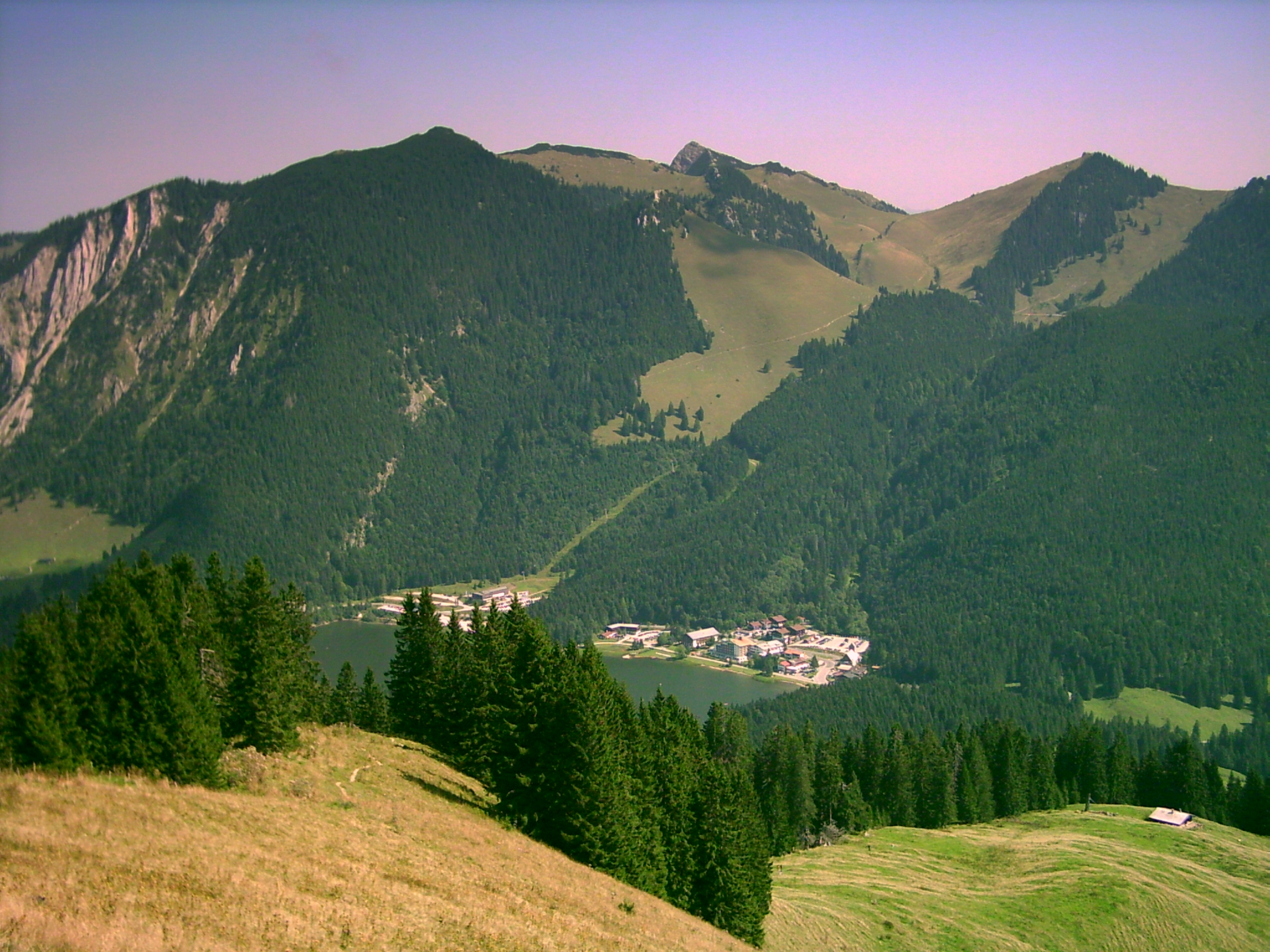

耶格坎普山（德語：Jägerkamp），是德國的山峰，位於該國東南部，由巴伐利亞負責管轄，屬於芒法爾山脈的一部分，距離艾普爾峰1.3公里，海拔高度1,746米，每年平均降雨量1,764毫米。